# Arthon
Arthon település Franciaországban, Indre megyében. Lakosainak száma 1216 fő (2022. január 1.). Arthon Bouesse, Buxières-d’Aillac, Jeu-les-Bois, Le Poinçonnet és Velles községekkel határos.

## Népesség
A település népességének változása:
| Lakosok száma | 532  | 751  | 902  | 1005 | 1220 | 1241 | 1250 | 1218 | 1221 | 1216 |
|               | 1968 | 1982 | 1990 | 2006 | 2013 | 2015 | 2017 | 2019 | 2020 | 2022 |